# Rödingsjö (naturreservat)
Rödingsjö är ett naturreservat i Dorotea kommun i Västerbottens län.
Området är naturskyddat sedan 1998 och är 64 kvadratkilometer stort. Reservatet omfattar ett höjdområde med flera sjöar och småmyrar. Reservatet består av grandominerad skog och fjällbjörkskog högre upp.